# Ophrys neoruppertii
Ophrys neoruppertii är en orkidéart som beskrevs av Aimée Antoinette Camus och Joseph Ruppert. Ophrys neoruppertii ingår i ofryssläktet, och familjen orkidéer.
Artens utbredningsområde är Frankrike. Inga underarter finns listade i Catalogue of Life.